# Ein Traum am Edsin-gol
Ein Traum am Edsin-gol ist ein Hörspiel von Günter Eich, das am 14. September 1950 vom Süddeutschen Rundfunk Stuttgart unter der Regie von Oskar Nitschke gesendet wurde. Am 11. Juni 1962 brachte der Norddeutsche Rundfunk Hamburg eine Neufassung unter der Regie von Joachim Hoene und am 14. Mai 1972 der Österreichische Rundfunk Linz eine Neufassung unter der Regie von Ferry Bauer. Im Jahr 1973 erschien der Text in der ersten Ausgabe von Günter Eichs Gesammelten Werken.
Der Erstdruck erfolgte bereits 1932 in der Dresdner „Kolonne“. Die Ursendung bei der MIRAG kam seinerzeit nicht zustande.

## Inhalt
15. September 1931 am Rande der Gobi: Seit zwei Jahren schon kampieren die beiden deutschen Forscher Dr. Ludwig Krämer und Bernhard Godemann am mongolischen Fluss Edsin-gol. Während Bernhard gerade eben mal anfallende Forschungsarbeit erledigt – dazu marschiert er zwecks Messung des Niederschlages zirka zehn Kilometer entlang des Flusses Edsin-gol und zurück – träumt Ludwig im Zelt einen schlimmen Traum: Er habe Bernhard eine Flasche mit vergiftetem Trinkwasser in den Rucksack gepackt. Der Grund für den Mordversuch: Wenn aus dem Versorgungsflugzeug gelegentlich eine Überlebensration abgeworfen wird, ist meist ein Packen Briefe von Maria für Bernhard dabei. Ludwig missgönnt Bernhard das Glück. Ludwig will Marias Liebe. Deshalb muss Bernhard weg.
Bernhard kehrt von seinem Marsch quicklebendig zurück. Als ihm Ludwig seinen Traum erzählt, wundert sich Bernhard über die „Zwangsvorstellungen“ des Kollegen nach zwei Jahren Aufenthalt am Rande der Wüste.
Das Flugzeug fliegt die Gegend um das Zelt an. Ladung wird abgeworfen. Bernhard erhält einen Packen Briefe von Maria. Für Ludwig ist wieder nichts dabei.

## Form
Günter Eich nennt sein Hörspiel im Wesentlichen einen Monolog Ludwigs. In diesem Traum kämen zwar die Stimmen der anderen (Bernhard, Maria, Kommissar, Vorsitzender, Kirchenchor) vor, doch es bleibe ein Selbstgespräch des Protagonisten.
Das Hörstück zerfällt in drei Szenen. Während der ersten Szene muss der Hörer wirklich annehmen, Ludwig habe Bernhard vergiftetes Wasser mitgegeben. Denn Fakten, die Forschungsexpedition betreffend, signalisieren eine handfeste Realebene. Im Verlaufe der zweiten Szene, diese stellt sich als Traumsequenz heraus, erscheint dem Hörer der Mordanschlag ein wenig unwahrscheinlich (zum Beispiel tritt Bernhard in Berlin nacheinander als Zeitungsverkäufer, Kellner, Angeklagter und Pfarrer auf), aber durchaus noch – mit gutem Hörerwillen – möglich. In Szene drei wird der Träumer vom Expeditionsalltag eingeholt. Ernüchtert will er kein Giftmischer, sondern ein guter Mensch sein. Traumszene zwei ist kein Wunschtraum. Ludwig kämpft darin sogar vor den Schranken des Gerichts um Marias Liebe. Die Frau aber bleibt Bernhard jederzeit treu.

## Rezeption
- Eine Inhaltsangabe findet sich in „Reclams Hörspielführer“ auf den Seiten 173–174.
- Oppermann geht in seiner Dissertation näher auf das Hörspiel ein[6] und macht eine Aussage zur Form[7]: Von den oben genannten drei Szenen reflektierten Szene eins und zwei die innere Realität; genauer, einen inneren Monolog und einen Alptraum. Szene drei enthalte einen Dialog – also Reflexion der äußeren Realität. Jenes Außen nennt Oppermann „Spielsituation“. Und das Innere zerfalle für jede der beiden Figuren in ihr Bewusstes und Unterbewusstes.
- Nach Alber werde „Identität und menschliches Glück“[8] sowie Ludwigs „Beziehung zum Absoluten“[9] thematisiert.
- Martin[10] betrachtet Günter Eichs „Traumstücke“ – unter anderen auch den „Traum am Edsin-gol“ – aus dem Blickwinkel von Freuds „Traumdeutung“.

## Hörbuch
Gedenk-Trilogie Günter Eich: Ein Traum am Edsin-gol (Hörspiel) und Gedichte (Autorenlesung). Gelesen von Jan Koester, Hans Christian Blech und Klausjürgen Wussow. NOANOA Hörbuchedition und Theaterverlag, ISBN 978-3-932929-34-2 (Audio-CD, 72 min, anno 2002)

### Erstdruck
Günter Eich: Ein Traum am Edsin-gol. S. 53–58 in: „Die Kolonne“ 1932, Nr. 4 (3. Jg.), Wolfgang Jess Verlag, Dresden.

### Verwendete Ausgabe
Günter Eich: Ein Traum am Edsin-gol (1932). S. 7–25 in: Karl Karst (Hrsg.): Günter Eich. Die Hörspiele I. in: Gesammelte Werke in vier Bänden. Revidierte Ausgabe. Band II. Suhrkamp, Frankfurt am Main 1991, ohne ISBN

### Sekundärliteratur
- Heinz Schwitzke (Hrsg.): Reclams Hörspielführer. Unter Mitarbeit von Franz Hiesel, Werner Klippert, Jürgen Tomm. Reclam, Stuttgart 1969, ohne ISBN, 671 Seiten
- Michael Oppermann: Innere und äußere Wirklichkeit im Hörspielwerk Günter Eichs. Diss. Universität Hamburg 1989, Verlag Reinhard Fischer, München 1990, ISBN 3-88927-070-0
- Sabine Alber: Der Ort im freien Fall. Günter Eichs Maulwürfe im Kontext des Gesamtwerkes. Diss. Technische Universität Berlin 1992. Verlag Peter Lang, Frankfurt am Main 1992 (Europäische Hochschulschriften. Reihe I, Deutsche Sprache und Literatur, Bd. 1329), ISBN 3-631-45070-2
- Sigurd Martin: Die Auren des Wort-Bildes. Günter Eichs Maulwurf-Poetik und die Theorie des versehenden Lesens. Diss. Universität Frankfurt am Main 1994. Röhrig Universitätsverlag, St. Ingbert 1995 (Mannheimer Studien zur Literatur- und Kulturwissenschaft, Bd. 3), ISBN 3-86110-057-6
- Hans-Ulrich Wagner: Günter Eich und der Rundfunk. Essay und Dokumentation. Verlag für Berlin-Brandenburg, Potsdam 1999, ISBN 3-932981-46-4 (Veröffentlichungen des Deutschen Rundfunkarchivs; Bd. 27)

## Anmerkung
1. ↑  Günter Eich hatte 1928/1929 in Paris Sinologie studiert (Verwendete Ausgabe, S. 807, Eintrag 1928/29).